# Festuca rosei
Festuca rosei är en gräsart som beskrevs av Charles Vancouver Piper. Festuca rosei ingår i släktet svinglar, och familjen gräs. Inga underarter finns listade i Catalogue of Life.